# Орловка (Альшеевский район)
Орловка (баш. Орловка) — деревня в Кызыльском сельсовете муниципального района Альшеевский район Республики Башкортостан России.

## Население
| 2002 | 2009 | 2010 |
| ---- | ---- | ---- |
| 59   | ↘50  | ↗51  |

Согласно переписи 2002 года, преобладающие национальности — русские (61 %), башкиры (35 %).

## Географическое положение
Расстояние до:
- районного центра (Раевский): 61 км,
- центра сельсовета (Тавричанка): 6 км,
- ближайшей железнодорожной станции (Раевка): 61 км.